# Gelasma insulsata
Gelasma insulsata là một loài bướm đêm trong họ Geometridae.